# Модева, Марийка
Марийка Модева (болг. Марийка Модева; род. 4 апреля 1954, неизвестно) — болгарская гребчиха, выступавшая за сборную Болгарии по академической гребле в 1970-х годах. Серебряная призёрка двух летних Олимпийских игр, в Монреале и в Москве, обладательница серебряной медали чемпионата мира, победительница и призёрка регат национального значения.

## Биография
Марийка Модева родилась 4 апреля 1954 года.
Дебютировала на международной арене в 1973 году, показав пятый результат в восьмёрках на чемпионате Европы в Москве.
Первого серьёзного успеха на взрослом международном уровне добилась в сезоне 1975 года, когда вошла в основной состав болгарской национальной сборной и побывала на чемпионате мира в Ноттингеме, откуда привезла награду серебряного достоинства, выигранную в зачёте распашных рулевых четвёрок — в финале пропустила вперёд только команду из ГДР.
Благодаря череде удачных выступлений удостоилась права защищать честь страны на летних Олимпийских играх 1976 года в Монреале — в составе четырёхместного рулевого экипажа, куда также вошли гребчихи Гинка Гюрова, Рени Йорданова, Лиляна Васева и рулевая Капка Георгиева, в решающем финальном заезде пришла к финишу второй, уступив чуть более трёх секунд команде из Восточной Германии, и тем самым завоевала серебряную олимпийскую медаль.
После монреальской Олимпиады Гюрова осталась в составе гребной команды Болгарии на ещё один олимпийский цикл и продолжила принимать участие в крупнейших международных регатах. Так, в 1977 году на чемпионате мира в Амстердаме она стартовала в безрульных двойках и рулевых восьмёрках — в обоих случаях расположилась в итоговых протоколах соревнований на пятой строке.
В 1978 году выступила на мировом первенстве в Карапиро, где заняла четвёртое место в программе рулевых четвёрок.
В 1979 году на чемпионате мира в Бледе снова стала четвёртой в рулевых четвёрках.
Находясь в числе лидеров болгарской национальной сборной, благополучно прошла отбор на Олимпийские игры 1980 года в Москве — здесь совместно с Гинкой Гюровой, Ритой Тодоровой, Искрой Велиновой и рулевой Надей Филиповой в распашных четвёрках вновь финишировала позади восточногерманского экипажа и таким образом добавила в послужной список ещё одну серебряную олимпийскую медаль. Вскоре по окончании этих соревнований приняла решение завершить спортивную карьеру.